# Bruno Gradim
Bruno Gradim (Rio de Janeiro, 23 de agosto de 1980) é um ator, diretor e apresentador de televisão brasileiro. 

## Carreira
Iniciou sua carreira aos 14 anos de idade no Teatro do Liceu de Artes e Ofícios no Rio de Janeiro. Por dois anos se dedicou exclusivamente ao teatro. Durante o espetáculo Além da Lenda do Minotauro, uma produtora o chamou para um curso de vídeo, um mês depois, Bruno fez seu primeiro teste na TV Globo e estreou na novela A Indomada em 1997.
Atuou em diversas peças de teatro como: Além da Lenda do Minotauro, Uma Luz Chamada Clarice, R&J de Shakespeare - Juventude Interrompida e Rebeldes - Sobre a Raiva.
Bruno Gradim foi o responsável pela ida da série Milagres de Jesus, da RecordTV, para o estado do Piauí. Ele apresentou a alta direção da Rede Record as locações que serviram de cenário para série.

## Filmografia

### Televisão
| Ano  | Título               | Personagem             | Nota                                        |
| ---- | -------------------- | ---------------------- | ------------------------------------------- |
| 1997 | A Indomada           | Artêmio                | Fase 1                                      |
| 1997 | Você Decide          |                        | Episódio: "O Mistério do Chupa-Cabra"       |
| 1998 | Malhação             | Barrão                 |                                             |
| 2000 | Você Decide          |                        | Episódio: "A Dama Proibida"                 |
| 2002 | Coração de Estudante | Maurício               |                                             |
| 2003 | Kubanacan            | Calígula               |                                             |
| 2005 | América              | Peter                  |                                             |
| 2006 | Malhação             | Verme                  |                                             |
| 2006 | Paixões Proibidas    | Pedro de Sousa         |                                             |
| 2008 | Revelação            | Renato Castelli        |                                             |
| 2010 | Bicicleta e Melancia | Gastão                 |                                             |
| 2011 | Insensato Coração    | Dimas                  |                                             |
| 2011 | Malhação             | Ruy                    |                                             |
| 2012 | As Brasileiras       |                        | Episódio: "A Indomável do Ceará"            |
| 2012 | 10 Dias em 40°       | Apresentador           | TV Antena 10                                |
| 2013 | Cajuína Carioca      | Apresentador e diretor | TV Antena 10                                |
| 2014 | Milagres de Jesus    |                        | Episódio: "O Inválido do Tanque de Betesda" |

## Teatro
| Peça                                        |
| ------------------------------------------- |
| Além da Lenda do Minotauro                  |
| Uma Luz Chamada Clarisse                    |
| R&J de Shakespeare - Juventude Interrompida |
| Rebeldes - Sobre a Raiva                    |